# 재즈처럼
《재즈처럼》은 대한민국의 웹드라마이다.

## 줄거리
각자의 고뇌와 압박에 시달리는 다섯 명의 예고 학생들이 사랑과 음악을 통해 자신을 찾고 성장하는 이야기를 그린 학원 로맨스

## 등장 인물

### 주요 인물
- 지호근 : 한태이 역
- 진권 : 윤세헌 역
- 송한겸 : 서도윤 역
- 김정하 : 송주하 역

### 그 외 인물
- 성태 : 한태준 역
- 고재현 : 윤세진 역
- 김민아 : 유수민 역
- 송성규 : 김준규 역

## 참고 사항
- 〈소년을 위로해줘!〉 이후로 IPQ에서 두 번째로 제작한 BL 드라마다.